# Le Domaine Blackwood
Le Domaine Blackwood (titre original : Blackwood Farm) est un roman de la série Chroniques des vampires de la romancière américaine Anne Rice. Ce roman poursuit la jonction amorcée dans Merrick de deux de ses séries :
- les Chroniques des vampires
- la Saga des sorcières Mayfair.

## Résumé
On y rencontre le personnage de Tarquin Blackwood, plus connu sous le nom de Quinn. Quinn est un vampire. Il a un double qui le suit depuis son enfance : Gobelin, mais ce double est devenu malfaisant. Quinn entre donc en contact avec Lestat pour lui demander son aide afin de détruire Gobelin.
Lestat accepte mais demande à Quinn de lui raconter sa vie. Tarquin Blackwood est l'héritier d'une lignée de Blackwood. Il possède un manoir qui sert aussi de maison d'hôtes. Il y vit avec sa grand-tante Reine (Lorraine Blackwood), qui partage avec Lestat une passion pour les camées, Papy son grand-père, Ramona une domestique qui fait partie de la famille, Jasmine la fille de Ramona et Clem le jardinier. 
Aussi loin qu'il se souvienne Quinn a toujours vu Gobelin, il est le seul à le voir et sa famille s'est peu à peu habituée à le voir parler tout seul alors qu'il s'adresse à son double. C'est d'ailleurs à cause de cela qu'il est renvoyé de toutes les écoles au bout d'une semaine et que ses professeurs privés s'en vont tout aussi rapidement. Jusqu'à Lynelle. Cette femme comprend que pour approcher Quinn il faut prendre en compte Gobelin. Elle l'aide à trouver des façons de communiquer avec Gobelin notamment par l'ordinateur - Gobelin pouvant taper sur le clavier tout seul. Elle lui parle aussi malgré le fait qu'elle ne puisse pas le voir, et apprend à Quinn les limites de son double. À ce moment de sa vie Quinn perçoit Gobelin comme un petit frère un peu limité dans sa façon d'appréhender la vie, mais qu'il aime quand même profondément. 
Lynelle pourtant, au bout de quelques années, doit partir. Elle a trouvé une place au Mayfair Hospital. Pour fêter cela, elle part avec des amies et décède dans un accident de voiture. Quinn est fou de douleur à la suite de cette perte tout comme les autres membres de sa famille.
Avant de continuer il faut un bref résumé de la généalogie de la famille Blackwood :
Manfred (dit le fou) a construit le manoir, il était marié à Virginia Lee. Son fils était William, il eut deux enfants : Gravier et Lorraine (tante Reine). Gravier est le père de Papy, qui avec Bonne-maman a eu une fille Patsy, qui, à seize ans a eu Quinn.
Papsy est une "chanteuse" qui ne vient au manoir seulement pour essayer de soutirer de l'argent à Papy. Elle ne s'occupe jamais de Quinn qu'elle n'aime pas (sentiment réciproque, Quinn ayant eu très souvent envie de la tuer).
Manfred était un excentrique qui avait découvert une île : l'île du démon du Sucre, dans le marais près du manoir. On dit qu'il y a fait construire un ermitage. Et qu'il y allait régulièrement jusqu'au jour où il disparut dans le marais juste après avoir interdit à quiconque de chercher l'ile ou de s'aventurer dans le marais.
Un jour, en fouillant le grenier du manoir, Quinn découvre une malle appartenant à une certaine Rebecca. Rebecca a été la maîtresse de Manfred après la mort de Virignia Lee. Il était cruel avec elle, ne voulant pas l'épouser. Elle se vengeait en étant cruelle avec ses enfants William et Camille. Un jour elle essaya même de mettre le feu au manoir. Ce fut la goutte d'eau qui fit déborder le vase pour Manfred. Il la prit avec lui dans le marais et on ne la revit plus jamais. 
Peu après sa découverte, Quinn commence à voir le fantôme de Rebecca. Gobelin la déteste et met en garde Quinn contre ce fantôme. Il fait bien : alors qu'elle séduit Quinn et couche avec lui, elle met aussi le feu aux rideaux du manoir. 
Plus tard elle l'aide à trouver l'île du démon du sucre. Il y trouve des restes humains : une femme a été torturée et assassinée sur cette île. Selon son fantôme, il s'agissait de Rebecca. Manfred et une autre personne l'ont tuée.
Quinn appelle la police, non sans avoir vu auparavant un homme se débarrasser de cadavres dans le marais, l'homme l'ayant vu lui aussi. 
La chose ayant le plus frappé Quinn est que l'ermitage était habité : il y avait au rez-de-chaussée des livres récents et des cendres dans la cheminée. Un intrus habite donc sur l'île bien qu'il ne puisse ignorer la présence des restes humains sur les lieux.
La police récolte les restes trouvés et procède à une expertise ADN en comparant les restes aux cheveux sur la brosse trouvée dans la malle du grenier par Quinn.
Ils trouvent aussi un tombeau tout en marbre et en or au nom d'une certaine Petronia. Une dizaine de personnes doivent conjuguer lors efforts pour l'ouvrir mais il est vide.
Puis Papy est mort. Tout le monde en fut bouleversé, particulièrement Reine qui ne comprenait pas pourquoi elle devait lui survivre, étant sa tante elle aurait dû partir avant lui. Quinn profite du chagrin général pour amadouer Jasmine et coucher avec elle. On ouvre aussi le testament de Papy : après la mort de bonne-maman il a eu un fils : Tommy, avec une trainée qui s'occupe mal de ses enfants. La famille décide d'aider cette femme, lui offrant un appartement, une femme de ménage et une puéricultrice, et bien sûr une rente.
Quinn retourne sur l'ile du démon du sucre en laissant partout dans l'ermitage des lettres sur lesquelles il ordonne à l'intrus de quitter l'ermitage. 
Il se fait agresser le lendemain dans sa chambre au manoir Blackwood par un homme très fort qui lui dit que l'île lui appartient car Manfred en personne lui en a fait cadeau. Quinn ne doit son salut qu'à l'intervention de Gobelin qui fait peur à l'agresseur en fracassant tous les miroirs et verres sur l'intrus (lequel ne peut pas le voir).
Tante Reine emmène Quinn le lendemain au Mayfair Hospital. Il y rencontre toutes sortes de spécialistes mais surtout au restaurant, il croise Mona Mayfair qu'il demande en mariage immédiatement.
Il en est fou amoureux, mais Mona est blessée par l'histoire de sa fille (voir Taltos) de plus elle fait des fausses couches à répétition ce qui l'a affaiblie car elle a couché avec tous ses cousins Mayfair.
Les jeunes gens vivent une idylle parfaite. Un jour, en allant la chercher dans la maison Mayfair, Quinn y croise un certain Julien Mayfair bien connu des fans de la saga des sorcières. Ce dernier lui apprend qu'il avait passé un pacte avec son ami Manfred Blackwood : aider William a déflorer sa femme, il était donc le père de Gravier. Puis plus tard, il l'avait aussi aidé avec sa seconde femme, il était donc aussi le père de Reine. 
Quinn était donc un Mayfair. Ce qui explique qu'il puisse voir les esprits.
Mais revenons à l'intrus : par sa présence menaçante, il faisait planer sur le manoir une ombre malsaine. Il se fait même inviter par tante Reine à une soirée au Manoir, il y va en femme mais Quinn le reconnait malgré tout. 
Il se fait appeler Petronia, dit avoir bien connu la Rome antique dans une précédente vie et avoir survécu à Pompéi. Il conclut aussi un pacte avec Quinn : ce dernier peut aller sur l'île mais seulement de jour et pour y effectuer des modifications afin de rénover l'ermitage. 
Nash, le nouveau précepteur de Quinn, sentant le danger sur le manoir propose à ce dernier un voyage en Europe. C'est le dernier moment pour partir : Reine est en train de dépérir. Ils conviennent donc de partir pour quelques mois tous les trois avec Tommy. 
Mona promet à Quinn qu'elle l'attendra, ils communiqueront par mail et par téléphone. Elle passe d'ailleurs maintenant la plupart de son temps à l'hôpital, son état de santé s'étant péjoré. 
Seul Gobelin est malheureux du départ de Quinn, il devient même violent, mais Quinn part quand même. Gobelin fait exploser toutes les fenêtres du manoir, écrivant QUINNREVIENT sur l'ordinateur de Quinn.
Jasmine prévient Quinn mais celui-ci est intraitable. Il reste en Europe et la charge de veiller sur le manoir en son absence.
Le voyage qui devait durer quelques mois durera trois ans.
À son retour Quinn découvre que tout s'est bien passé au manoir. Il découvre aussi que Jasmine a eu un enfant de lui. Quant à Gobelin il ne se manifeste plus. Il a été affaibli par la longue absence de Quinn. Mona est toujours à l'hôpital en isolement total et Quinn ne peut pas la voir. 
Il décide de voir à quoi ressemble l'ermitage maintenant qu'il a été rénové. Il y va au coucher du soleil. Bien sûr Petronia l'y attend. Il/elle l'emmène dans son repaire à Naples.
Quinn y découvre son ancêtre Manfred âgé mais immortel car changé en Vampire par Petronia. C'est ce qui attend d'ailleurs aussi Quinn. 
Il reçoit le don ténébreux puis est initié à l'art de la chasse. Petronia lui rend l'ermitage car maintenant il risque d'en avoir plus besoin qu'elle. 
Quinn décide néanmoins de rentrer au manoir, il y vit de nuit. Gobelin revient à ce moment, buvant le sang de Quinn à chaque fois que celui-ci se "nourrit" et gagnant en force.
Ainsi se termine l'histoire de Quinn. Nous sommes au début du livre, il finit sa discussion avec Lestat, qui a décidé de prendre contact avec Merrick pour qu'elle les aide à détruire Gobelin.
C'est alors que le pire se produit : Reine tombe, poussée par Gobelin et meurt. Quinn arrive à obtenir un enterrement de nuit. Y assistent Michael Curry et Rowan Mayfair ainsi que Merrick, Lestat et tout le clan Blackwood (y compris Patsy qui passe son temps à insulter Quinn).
Après l'enterrement, Merrick décide de parler à Patsy. Celle-ci annonce enfin la vérité à Quinn : il a eu un jumeau un bébé à qui il a pris tous les nutriments in utero. Quinn pesait cinq kilogrammes à sa naissance, Garwain son petit frère à peine 1,5 kilogramme. Il a survécu une semaine avant de mourir. Patsy l'aimait profondément (pas comme ce monstre de Quinn). Lors de l'enterrement de Garwain, Quinn n'arrêtait pas pleurer, il savait ce qui se passait. C'est pour cela que l'esprit de Garwain n'a pas pu entrer dans la lumière et est resté avec Quinn sous le nom de Gobelin. Patsy n'y croit pas une seconde. Merrick veut pratiquer un exorcisme. Elle fait pour cela vider le manoir de ses occupants - sauf Patsy qui veut rester. Quinn tue sa mère et jette son corps dans le marais avant de rejoindre Merrick et Lestat pour la cérémonie. Là-bas l'âme de Garwin-Gobelin trouve la lumière de même que Merrick qui part avec lui.
Lestat et Quinn font ensuite bruler sa dépouille, puis filent au Talamasca pour y raconter la fin de Merrick afin qu'elle soit consignée dans son dossier. 
Quinn y demande des nouvelles de Mona, elles ne sont pas bonnes : elle est sur le point de mourir. En rentrant au manoir Blackwood, alors qu'il pense à la manière donc il essaiera d'entrer au Mayfair Hospital pour dire adieu à sa bien-aimée. Jasmine l'appelle : Mona est ici ! Elle n'est plus qu'un cadavre ambulant, la peau sur les os, plus proche de la mort que de la vie, mais elle tient à mourir au manoir en compagnie de Quinn. Celui-ci à d'autres projets pour elle : il lui demande si elle veut le Don Ténébreux. Le livre s'achève sur la réponse de Mona : "Oui je le veux".